# Хітіаш
Хітіаш (рум. Hitiaș) — село у повіті Тіміш в Румунії. Входить до складу комуни Раковіца.
Село розташоване на відстані 380 км на північний захід від Бухареста, 29 км на схід від Тімішоари.

## Населення
За даними перепису населення 2002 року у селі проживала 881 особа.
Національний склад населення села:
| Національність | Кількість осіб | Відсоток |
| -------------- | -------------- | -------- |
| румуни         | 868            | 98,5%    |
| угорці         | 8              | 0,9%     |

Рідною мовою назвали:
| Мова      | Кількість осіб | Відсоток |
| --------- | -------------- | -------- |
| румунська | 871            | 98,9%    |
| угорська  | 6              | 0,7%     |